# Delta-II

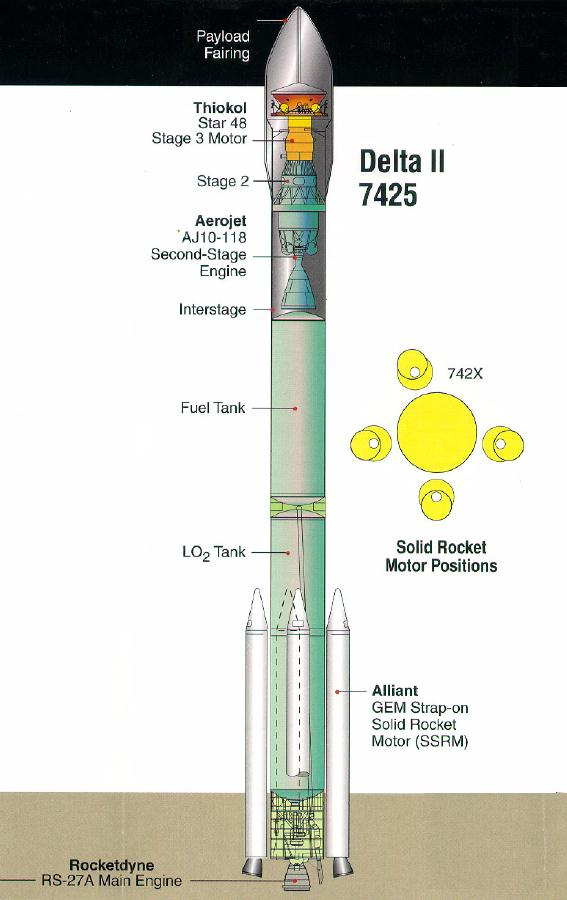
Delta-2 7425

«Delta-II» — ракета-носій середнього класу сімейства Delta. Залежно від конкретного запуску могла мати 2-3 ступеня і доставляти на ННО вантажі масою 2,7-6,1 т. За майже двадцятирічну історію використання ракети-носія, індекс надійності ніколи не опускався нижче 95 %. P 2006 року виробляється компанією ULA. Станом на 18 листопада 2017 року здійснено 155 запусків, 153 з яких визнано успішними. 15 вересня 2018 року відбувся останній 156 запуск.

## Події

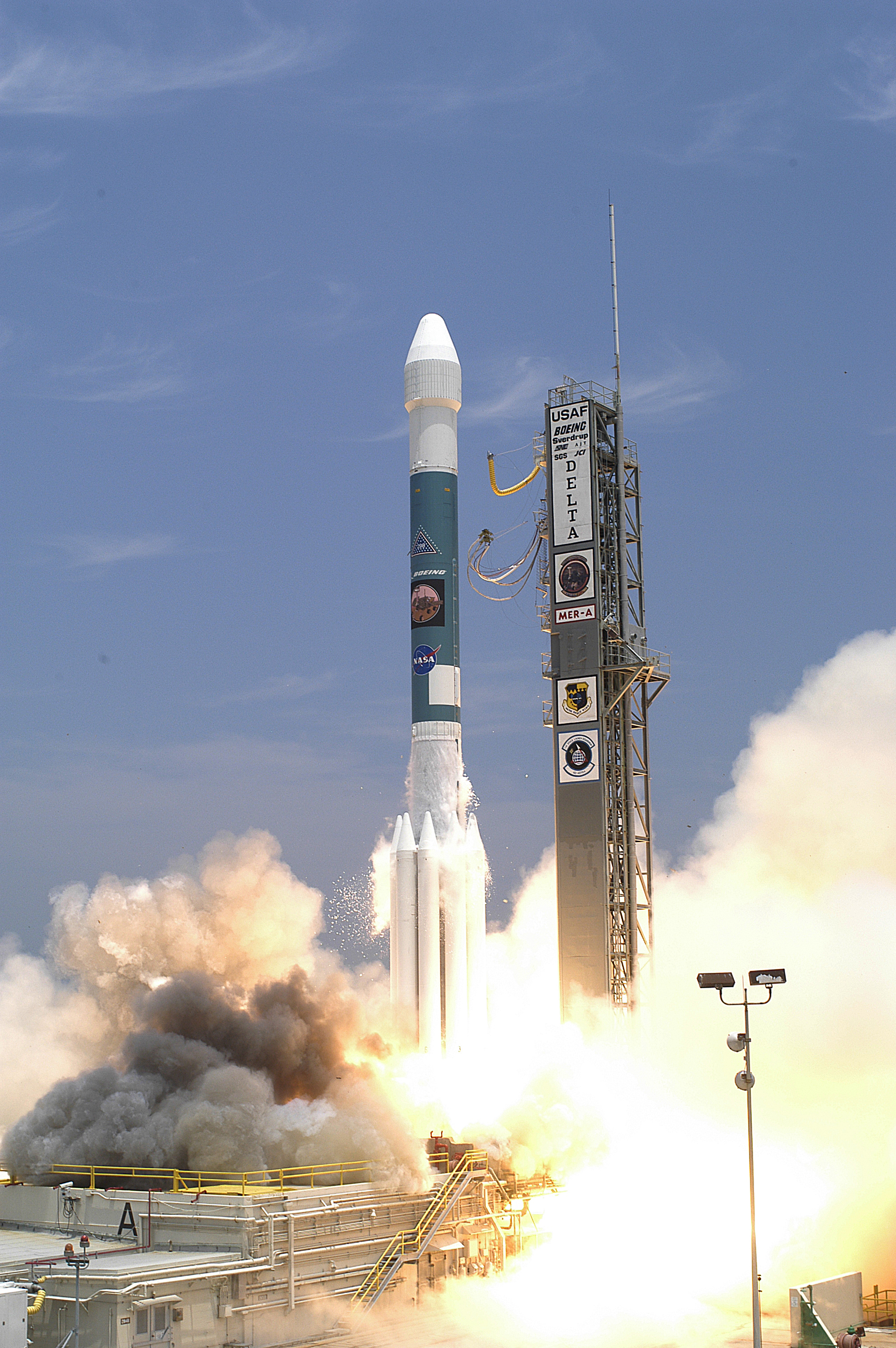
MER-A, 2003

- 1989 — створена друга модифікація ракети-носія Delta.
- 1990 — компанія McDonnell Douglas запропонувала ракету-носій Delta II компанії Motorollas Satellite Communication Group для виведення на орбіту супутників Iridium. В 1994 був підписаний контракт на суму 400 мільйонів доларів США. До речі, це найбільший контракт за всю історію компанії.
- 1997 — за вісім запусків виведено 40 супутників Iridium;
- 1998 — за п'ять запусків виведено ще 15 супутників Iridium;
- 10 червня 2003 — запущено марсохід «Спіріт»;
- 4 серпня 2007 — запущено Фенікс (космічний апарат);
- 11 червня 2008 — з кількох спроб було запущено телескоп GLAST;
- 7 березня 2009 — запущено орбітальний телескоп «Кеплер»;
- 31 січня 2015 — запуск Soil Moisture Active Passive (SMAP).